# Rysk nejlikrot
Rysk aleppicum (Geum aleppicum) är en växtart i familjen rosväxter.